# 梶原雪路
梶原 雪路（かじわら ゆきじ、1990年7月19日 - ）は、日本の元女子バレーボール選手である。

## 来歴
大分県日田市出身。築上東中学校（現・上毛町立上毛中学校）卒業後、大分県の強豪東九州龍谷高校に進学。同級生には岩坂名奈、松浦寛子がいる。高校在学中には、高校2年次の春高バレーで優勝、高校3年次のインターハイで優勝などの実績を残す。
2009年、Vプレミアリーグのトヨタ車体クインシーズに入部。同年11月28日のデンソー戦でデビューした。その後は同チームのリベロに定着し、平成23年度皇后杯全日本バレーボール選手権では準優勝に大きく貢献した。
2014年6月に現役引退が発表され、社業専念。

## エピソード
- 尊敬するプレーヤーは元全日本のリベロ櫻井由香。出場機会が増えた2010/11シーズン後の取材では「気持でプレーする人ですし、ずっと見ていても、やっぱり一番声を出しています」[2]と語っている。

## 所属チーム
- 築上東中（現・上毛町立上毛中）
- 東九州龍谷高（2006-2009年）
- トヨタ車体クインシーズ（2009-2014年）

## 受賞歴
- 2014年 - 第63回黒鷲旗大会 ベストリベロ

## 個人成績
Vプレミアリーグレギュラーラウンドにおける個人成績は下記の通り。
| シーズン | 所属       | 出場 | 出場   | アタック | アタック | アタック | アタック | ブロック | ブロック | サーブ | サーブ | サーブ | サーブ | レセプション | レセプション | 総得点 | 備考 |
| -------- | ---------- | ---- | ------ | -------- | -------- | -------- | -------- | -------- | -------- | ------ | ------ | ------ | ------ | ------------ | ------------ | ------ | ---- |
| シーズン | 所属       | 試合 | セット | 打数     | 得点     | 決定率   | 効果率   | 決定     | /set     | 打数   | エース | 得点率 | 効果率 | 受数         | 成功率       | 総得点 | 備考 |
| 2009/10  | トヨタ車体 | 28   | 62     | 0        | 0        | 0.0%     | %        | 0        | 0.00     | 0      | 0      | 0.00%  | 0.0%   | 243          | 65.4%        | 0      |      |
| 2010/11  | トヨタ車体 | 26   | 90     | 0        | 0        | 0.0%     | %        | 0        | 0.00     | 0      | 0      | 0.00%  | 0.0%   | 452          | 71.5%        | 0      |      |
| 2011/12  | トヨタ車体 | 21   | 53     | 0        | 0        | 0.0%     | %        | 0        | 0.00     | 0      | 0      | 0.00%  | 0.0%   | 226          | 64.2%        | 0      |      |
| 2012/13  | トヨタ車体 | 28   | 114    | 0        | 0        | 0.0%     | %        | 0        | 0.00     | 0      | 0      | 0.00%  | 0.0%   | 514          | 64.8%        | 0      |      |
| 2013/14  | トヨタ車体 | 28   | 65     | 0        | 0        | 0.0%     | %        | 0        | 0.00     | 23     | 1      | 4.35%  | 10.0%  | 190          | 52.1%        | 1      |      |
| 通算     | 通算       | 131  | 384    | 0        | 0        | 0.0%     | %        | 0        | 0.00     | 23     | 1      | 4.35%  | 10.0%  | 1605         | 65.4%        | 1      |      |